# Вулиця Черепанових (Мелітополь)
Вулиця Черепанових — вулиця в Мелітополі на Юрівці. Починається від міждворового проїзду з вулиці Пожарського, йда паралельно їй і закінчується, віиходячи на вулицю Пожарського. Забудована приватними будинками.

## Назва
Вулиця названа на честь батька й сина Юхима Олексійовича та Мирона Юхимовича Черепанових, російських винахідників і підприємців, творців першого російського паровоза.

## Історія
Рішення про прорізку й найменування нової вулиці було затверджено 10 лютого 1961.